# Tristramella
Tristramella es un género de oreochrominos, peces cicliformes de la familia de los cíclidos. Las especies de este género habitan en aguas estancadas y su área de distribución nativa está restringida al sistema del río Jordán, incluido el lago Tiberíades (Kinneret), en Israel y Siria, con poblaciones introducidas en algunos otros lugares de Siria. Sus miembros se encuentran entre los pocos cíclidos oriundos de Asia occidental.

## Descripción
Alcanzan 25 a 28 cm de longitud total. En general, se parecen a las tilapias comunes, y se diferencian entre sí principalmente por las características de sus dientes, el tamaño de su cabeza y la longitud de su mandíbula.
Se alimentan principalmente de fito y zooplancton, pero también depredan pequeños invertebrados, peces diminutos, plantas acuáticas y detritos. Son incubadoras bucales que ponen una cantidad relativamente pequeña (hasta 250) de huevos grandes. Aunque los híbridos son comunes entre las tilapias, no se conocen entre Tristramella y otras tilapias. A pesar de que ambas especies viven en el lago Tiberíades y son parientes cercanos, tampoco se conoce alguna hibridación entre T. simonis y el ahora extinto T. sacra.
El nombre genérico Tristramella se eligió en honor al clérigo y naturalista inglés Henry Baker Tristram, quien recolectó cíclidos en Palestina para el Museo Británico de Historia Natural. En el pasado se incluían en el género Tilapia.

## Taxonomía y especies
Hay dos especies reconocidas en este género:
| Imagen | Nombre científico                  | Estado     | Distribución                                           |
| ------ | ---------------------------------- | ---------- | ------------------------------------------------------ |
|        | Tristramella simonis Günther, 1864 | Vulnerable | Anteriormente en el suroeste de Siria; mar de Galilea. |
|        | Tristramella sacra Günther, 1865   | Extinto    | Anteriormente en el mar de Galilea.                    |

A nivel local, T. simonis sigue siendo común y una parte importante de las pesquerías, pero su población ha disminuido y se considera amenazada. Por el contrario, T. sacra está extinta desde 1989 o 1990, posiblemente debido a la desaparición de su hábitat: las marismas del mar de Galilea.
Otras dos especies extintas: T. intermedia del lago Hula y T. magdelainae de las cercanías de Damasco, tienen un estatus taxonómico incierto. En el pasado, fueron reconocidos como subespecies de T. simonis por FishBase y aún son reconocidos como especies válidas y separadas por la UICN, sin embargo, no se ha revisado su estatus desde 2006. En la actualidad, tanto FishBase como Catalog of Fishes consideran tanto a T. intermedia como a T. magdelainae como sinónimos de T. simonis.